# Burg Biburg (Niederbayern)
Die abgegangene Burg Biburg liegt in der niederbayerischen Gemeinde Biburg im Landkreis Kelheim. Die Anlage wird als Bodendenkmal unter der Aktennummer D-2-7237-0245 im Bayernatlas als „untertägige mittelalterliche und frühneuzeitliche Befunde im Bereich des ehem. Klosters Biburg und der Kath. Pfarrkirche St. Maria Immaculata, ehemals Klosterkirche, darunter die Spuren von Vorgängerbauten bzw. älteren Bauphasen“ geführt. Ebenso ist sie unter der Aktennummer D-2-73-119-6 als denkmalgeschütztes Baudenkmal von Biburg verzeichnet.

## Beschreibung
Die mittelalterliche Höhenburg lag auf dem Klosterberg von Biburg, der zwischen dem Müllergraben und dem Tal der Abens liegt. Auch wenn die Annahme, dass hier ein römisches Kastell gelegen habe, als sagenhaft einzuschätzen ist, so werden hier sowohl eine frühmittelalterliche wie auch eine hochmittelalterliche Burganlage vermutet. Darauf weist auch der Name Biburg hin, der im Althochdeutschen pÎpurc hieß und Umwallung, Ringburg bedeutet. Für einen solchen Errichtungsort spricht auch, dass die Burg in der Nähe von Altstraßen lag, und zwar an der Verbindung von Hemau nach Freising und an der Abzweigung, die über Arnhofen zu den Donauübergängen Kelheim und Affecking führte.

## Geschichte
Im 11. Jahrhundert nennt sich der Heinrich I. von Sittling (bis 1132) nach Biburg. Er war ein Schwiegersohn des Eberhard I. von Ratzenhofen († 1097) und der Mathilde von Moosburg und mit Bertha von Ratzenhofen († nach 1133) verehelicht. Über seine Ehefrau kommt Biburg als Heiratsgut an ihn und er kommt als vermutlicher Erbauer der hochmittelalterlichen Burg in Biburg in Frage.

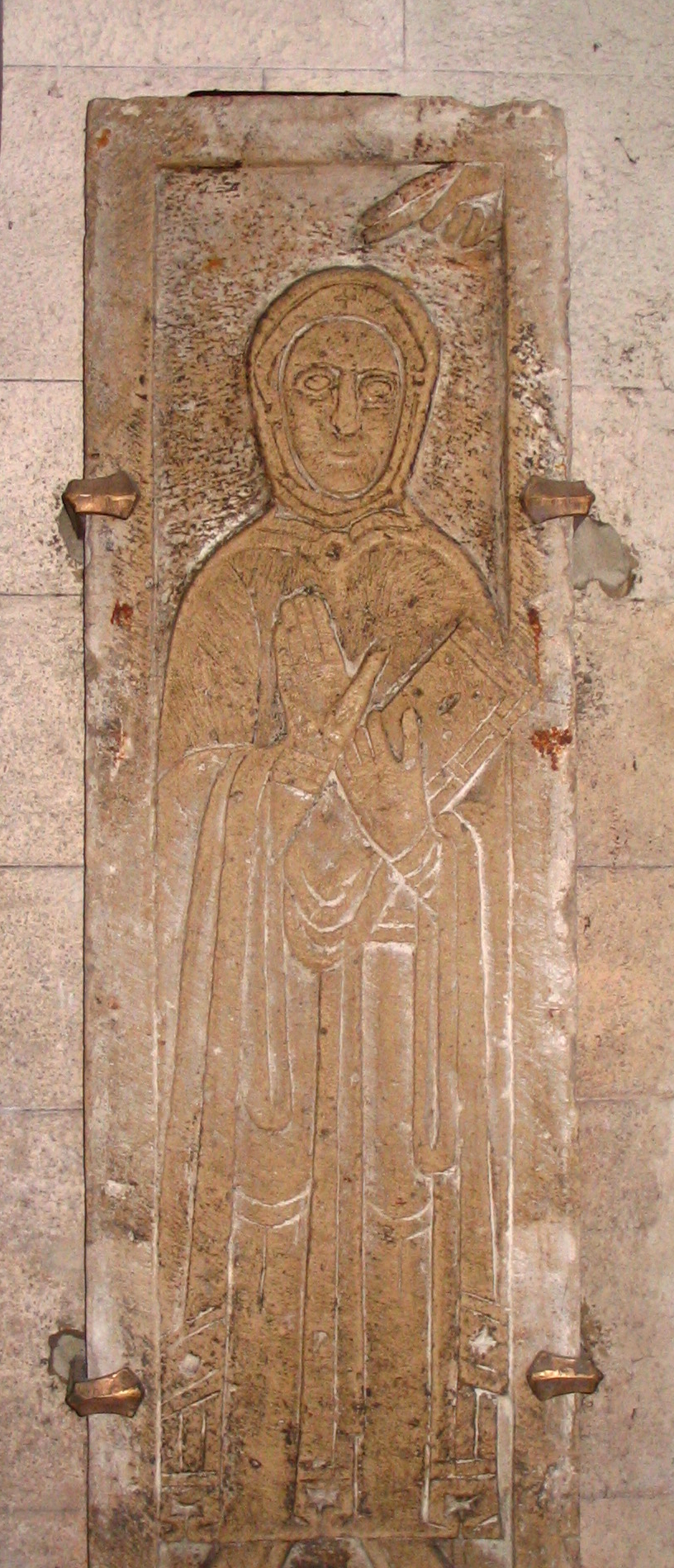
Epitaph der „Seligen“ Bertha von Biburg

Von Heinrich I. von Sittling und dessen Gemahlin Bertha kommt Biburg an ihre jüngeren Söhne Konrad von Biburg (1133 – 1147) und Aribo von Biburg und von Tattendorf (später Mönch, 1120 – 1165). Nach dem Wunsch ihrer Mutter Bertha schenkten Konrad und Aribo ihre Burg Biburg im Jahre 1125 der Domkirche zu Bamberg mit der Auflage, dort ein Kloster zu errichten. Das benediktinische Doppelkloster für Nonnen und Mönche wurde bis 1133 errichtet und am 28. Oktober 1140 von den Bischöfen Heinrich von Regensburg und  Egilbert von Bamberg eingeweiht. Der ältere Sohn Eberhard von Sittling und Biburg, zuvor Mönch in Prüfening, wurde von 1133 bis 1147 erster Abt des Klosters. Der jüngere Bruder Ulrich I. von Biburg und von Stein (ca. 1120 – 1165) wurde erster Vogt des Klosters. In dieser Familie verblieb die Vogtei bis zum Aussterben der Familie mit Ulrich IV. von Stein im Jahr 1232.